# Guniushan (sockenhuvudort i Kina, Hunan Sheng, lat 28,55, long 111,26)
Guniushan (kinesiska: 牯牛山, 牯牛山乡) är en sockenhuvudort i Kina. Den ligger i provinsen Hunan, i den södra delen av landet, omkring 170 kilometer väster om provinshuvudstaden Changsha. Antalet invånare är 4 822. Befolkningen består av 2 137 kvinnor och 2 685 män. Barn under 15 år utgör 9,0 %, vuxna 15-64 år 77 %, och äldre över 65 år 12,0 %.
Runt Guniushan är det ganska tätbefolkat, med 185 invånare per kvadratkilometer. Närmaste större samhälle är Dongping, 19,2 km söder om Guniushan. I omgivningarna runt Guniushan växer i huvudsak blandskog.
Genomsnittlig årsnederbörd är 1 952 millimeter. Den regnigaste månaden är maj, med i genomsnitt 358 mm nederbörd, och den torraste är december, med 48 mm nederbörd.